# Bildwörterbuch
Bildwörterbuch ist die Bezeichnung eines informationstyporientierten Wörterbuches. Das Bildwörterbuch versucht Begriffe visuell darzustellen, oft in Zusammenhang mit verwandten Begriffen bzw. Objekten (siehe auch Bildtafel). Im Gegensatz zu einem reinen Textwörterbuch und einer Enzyklopädie kann ein Bildwörterbuch nur konkrete Sachen darstellen.
Werden die Bilder noch mit (detaillierten) weiterführenden Informationen verknüpft, spricht man von einem Bildlexikon oder Bilderlexikon.
Auch ein Anatomieatlas ist nichts anderes als ein Bildwörterbuch zur Anatomie des Menschen.
Bildwörterbucher gedruckt auf Papier sowie auf neuen Medien, wie CD-ROM oder DVD, sind heute ganz allgemein eingebürgert und nicht nur als reines Wörterbuch, sondern auch auf bestimmte Zielgruppen ausgerichtet, z. B. Kinder, Techniker, Musiker.

## Geschichte

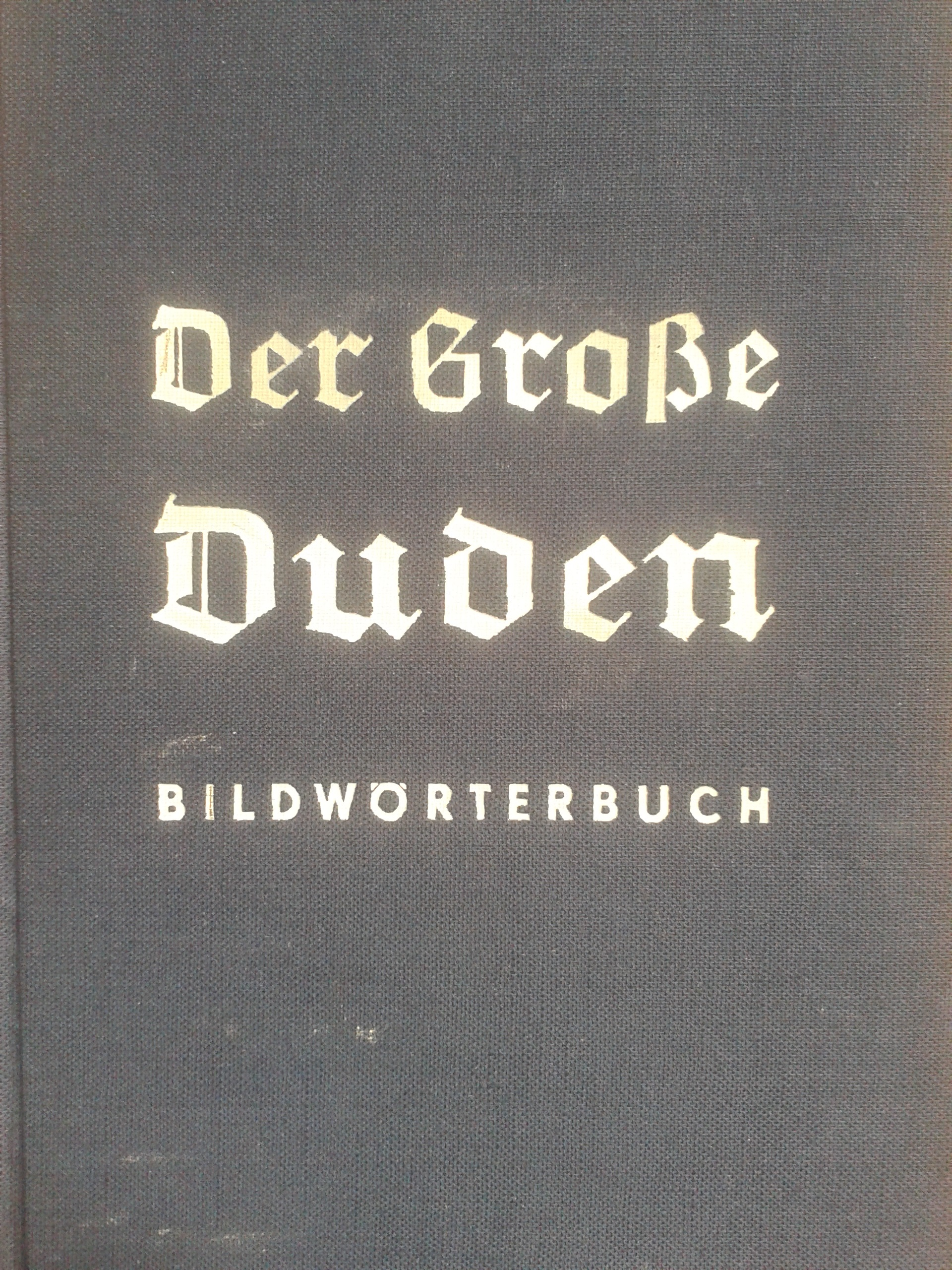
Duden Bildwörterbuch 1938, „erster verbesserter Neudruck“ der Ausgabe von 1935

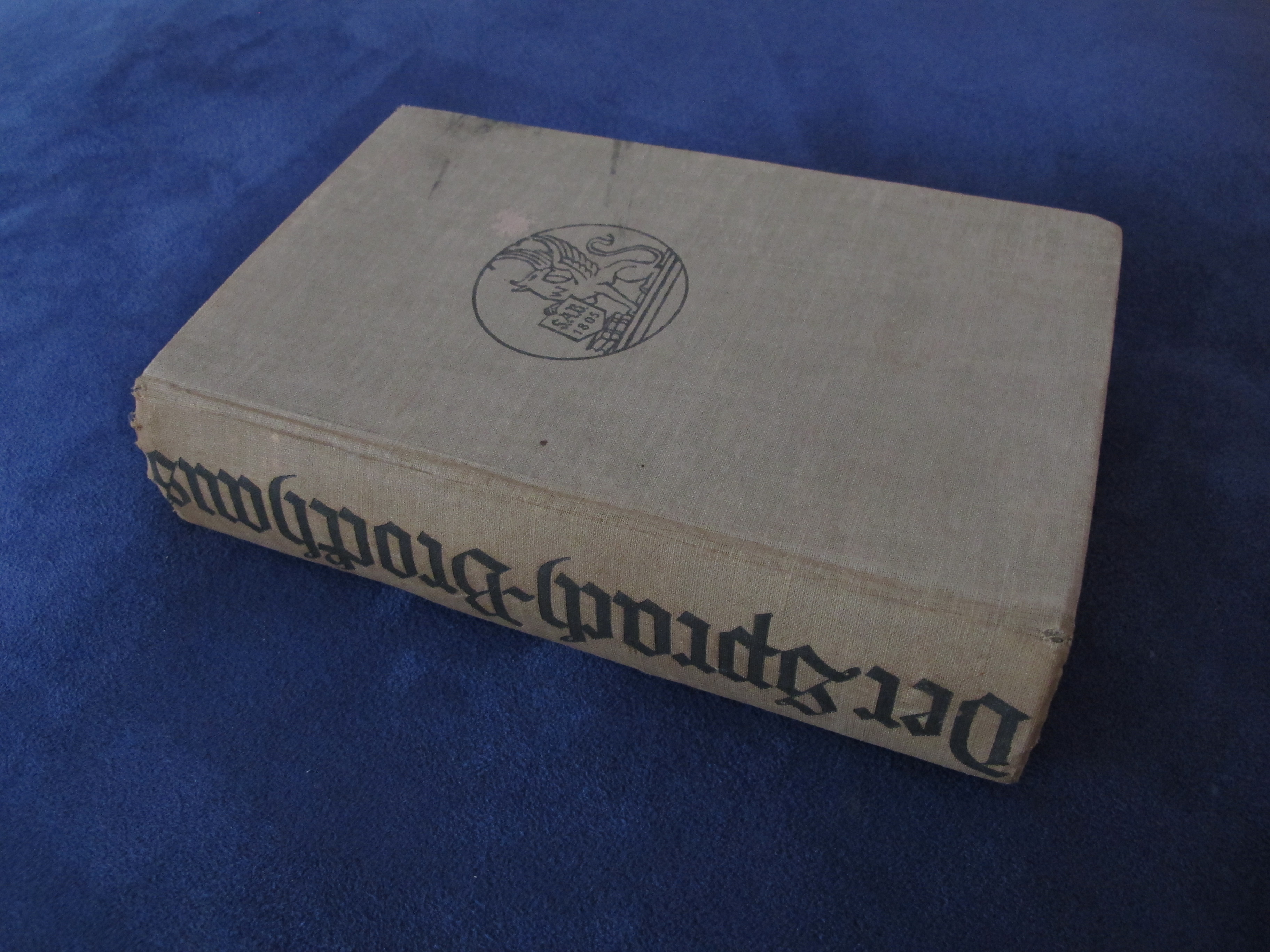
Brockhaus Bildwörterbuch 1935

Die ersten deutschen Bildwörterbücher wurden 1935 veröffentlicht. Es waren dies Der Große Duden. Bildwörterbuch der deutschen Sprache, hrsg. von Otto Basler im Verlag Bibliographisches Institut AG in Leipzig, und Der Sprach-Brockhaus. Deutsches Bildwörterbuch für jedermann, Verlag F.A. Brockhaus, ebenfalls in Leipzig. Welche dieser Ausgaben 1935 zuerst erschien, ist schwer zu sagen; Basler bezeichnet den Bildwörterduden 1935 in seinem Vorwort als den „erste(n) Versuch eines planmäßigen Bildwörterbuches, das im Gesamtplan des Großen Duden notwendig ist.“ Zusammen mit dem Grammatik-Duden wurde er auch in einer einbändigen Kompilation angeboten. Im Vorwort zur Brockhaus-Ausgabe ist zu lesen: „Zum erstenmal bringt dies Wörterbuch der deutschen Sprache Bilder, worterklärende Abbildungen. Sein Untertitel ‚Deutsches Bildwörterbuch‘ will ausdrücken, dass das Bild nicht mehr oder weniger wichtige Zutat oder Schmuck, sondern ein gleichberechtigtes und notwendiges Glied des Ganzen darstellt.“ Beide Ausgaben bilden mit programmatischen Tafeln wie „Die nationalsozialistische Jugend“, NS-„Wehrverbände“, NS-„Hoheitsabzeichen“, „Kasernenleben“ und anderen militaristischen Detailtafeln Aspekte der NS-Ideologie ab.
Im Sprach-Brockhaus illustrierten Bilder die Wörter. Zu dem Wort „Fahrrad“ zum Beispiel gab es ein Bild eines Fahrrades und verwiesen Erläuterungen gleich wie Ortsnamen auf einer Landkarte auf die Einzelheiten, so etwa „der Sattel“, „die Kette“, „das Pedal“. Das Konzept der Bilder-Duden war genau umgekehrt: es gab in Hunderten von Zeichnungen ein detailliertes Bild der Gesellschaft in allen ihren Gliederungen; hier illustrierten Wörter die Bilder. Die auf der einen Seite des Buches mit Nummern angedeuteten Einzelheiten des Bildes verwiesen auf die zugehörigen Wörter auf der anderen Seite. Das Fahrrad von soeben konnte sich an mehreren Stellen im Duden befinden: detailliert als Einzelbild (Tafel „Fahrrad und Radfahren“), aber auch auf anderen Seiten, z. B. wenn der Radfahrer gestürzt war und das Rad beschädigt auf dem Boden lag (Tafel „Straße – Verkehrsunfall“). Die entsprechenden Fundstellen wurden dann in einem Wörterverzeichnis am Ende des Buches erschlossen.
Das Dudenkonzept ermöglichte ziemlich einfach Veröffentlichungen in anderen Sprachen und diese erschienen auch bald nach der deutschen Ausgabe: „The English Duden“ (1937), „Duden Français“ (1937), „Duden Italiano“ (1939) und „Duden Español“ (1940). Ein japanischer Bilderduden wurde um 1940 angekündigt, erschien aber nie.

### Nach 1945 bis in die Gegenwart
Den Sprach-Brockhaus in Fremdsprachen zu veröffentlichen, war komplizierter: Alle Bilder sollten mit neuen Texten versehen und übersetzt werden. Sie erschienen erst Jahre nach dem Zweiten Weltkrieg. Ebenfalls nach dem Krieg wurden von dem verstaatlichten VEB Bibliographischen Institut in Leipzig (später vom Verlag Enzyklopädie Leipzig) Bildwörterbücher nach dem Dudenkonzept (aber beim Verlag Enzyklopädie, nicht in der Dudenreihe) verlegt, und zwar in den Fremdsprachen der sozialistischen Länder: Russisch, Polnisch, Ungarisch usw., später auch in anderen Sprachen.
Eine zweite, „vollständig neu bearbeitete Auflage“ des Duden-Bildwörterbuchs 1935/38 erschien in Westdeutschland 1958, eine dritte, wiederum „vollständig neu bearbeitete Auflage“ im Jahr 1977. Weitere Ausgaben erschienen 1992 und 2005; die aktuelle, siebte Auflage im Jahr 2018.
Ein erster, als Bildwörterbuch konzipierter Kinderduden des Bibliographischen Instituts Mannheim erschien 1959; mit 27 mehrfarbigen Bildtafeln von Susanne Ehmcke, einem erzählenden Begleittext zu jeder Tafel und einem Wörterverzeichnis mit 5.000 Wörtern, das laut Verlag den „Wortschatz der 6- bis 12jährigen“ repräsentiert. Neben einsprachigen umfasste die Dudenserie auch zwei- und mehrsprachige Wörterbücher für Kinder, wie z. B. The English Kinderduden (1964).

## Andere Bildwörterbücher
Seit 1992 existiert mit Point It von Dieter Graf ein sprachübergreifendes Bildwörterbuch mit 1300 Gegenständen, die man vorwiegend auf Reisen braucht. Die Gesamtauflage beträgt über 2 Millionen Exemplare.
Das elektronische Bildwörterbuch ICOON for refugees samt App wurde 2015 für Flüchtlinge und ihre Helfer in Berlin entwickelt.